# La Palma Televisión
La Palma Televisión es una emisora de contenido local de la isla de La Palma (Islas Canarias, España) Se encuentra situada en el municipio de El Paso. Sus emisiones regulares comenzaron en 1995, por lo que se trata de la televisión decana de la isla y una de las más antiguas del archipiélago. A través de la tecnología analógica puede verse en Tijarafe, el valle de Aridane, Las Breñas y Santa Cruz de La Palma.
El canal sufre una enorme crisis profesional, al no conseguir la licencia de TDT, ya que muchos de sus presentadores y plantilla han decidido abandonar la emisora. Esto ha provocado que haya perdido gran parte de su producción propia. A esto hay que sumarle el hecho de que la emisora no consiguió una licencia para el concurso de la TDT local en Canarias, lo que conllevará la desaparición del canal tras el apagón analógico. Se pretende crear una nueva empresa productora de TV que active unas de las licencias concedidas para TDT y que por ahora no emiten. Además sus dueños tienen una productora que produce para los informativos de la Tv Canaria en la Isla de La Palma. Como televisión analógica finaliza sus emisiones el 29 de marzo de 2010.

## Programación
Su programación se basa en informativos, debates, entrevistas y retransmisiones de actos que ocurren en la isla. Algunos ejemplos son La hora del caballo (dedicado a la afición hípica de la isla) o Crónicas del campo palmero (programa semanal, que dirige Lucio Hernández, donde se habla de la agricultura y que va continuar emitiendo en la web: Otro de sus principales nutrientes es el canal Globovisión con el que se mantiene actualizada a la comunidad venezolana de La Palma, así como a los familiares de emigrantes que viven allí. También emite programas realizados por Teidevisión-Canal 6
El 27 de agosto de 2009, La Palma TV realizó un telemaratón con el fin de recaudar fondos destinados a los afectados por el incendio que la isla sufrió ese mismo mes, que azotó a los municipios de Villa de Mazo y Fuencaliente.